# Dendrobium oreodoxa
Dendrobium oreodoxa är en orkidéart som beskrevs av Rudolf Schlechter. Dendrobium oreodoxa ingår i släktet Dendrobium, och familjen orkidéer. Inga underarter finns listade i Catalogue of Life.